# Heliotropium geissei
Heliotropium geissei là loài thực vật có hoa trong họ Mồ hôi. Loài này được F. Phil. mô tả khoa học đầu tiên.